# C7H15NO5
化学式C7H15NO5（摩尔质量：193.2 g/mol）可能指：
- 井冈霉醇胺，CAS号：83465-22-9
- 羟基井冈霉胺，Pubchem CID：100967014
- 3-O-methyl-scyllo-inosamine（rhizopine），CAS号：151062-28-1

|  | 这个同类索引页列出了具有相同分子式的化学物（即同分異構體）条目。 除非您是有意链接至本页，否则应将相应条目的内部链接指向正确的条目。 |